# Kozloviči
Kozloviči – wieś w Słowenii, w gminie miejskiej Koper. 1 stycznia 2018 liczyła 53 mieszkańców.